# Зеебург (Мансфельд)

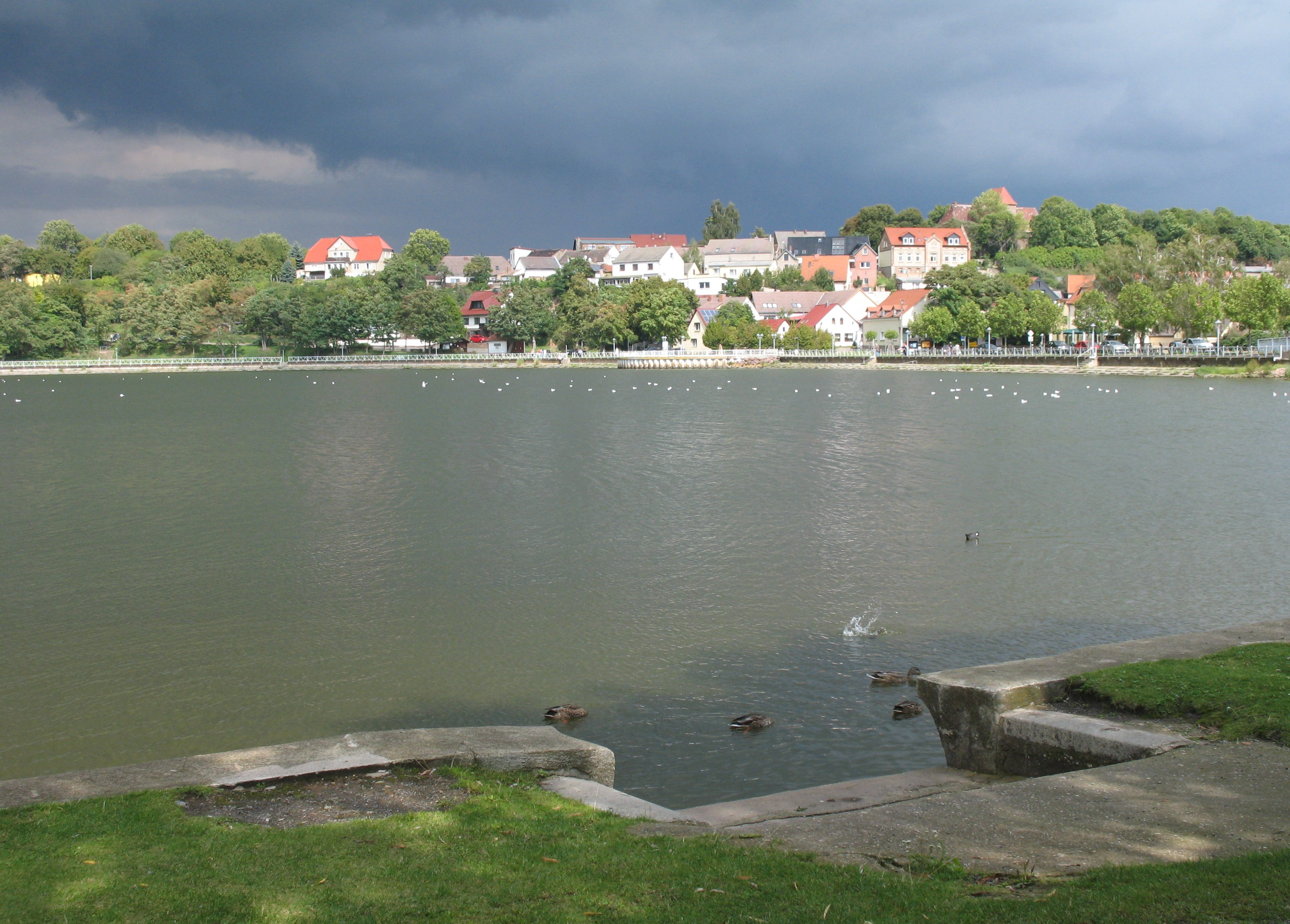
Зеебург

Зеебург (нем. Seeburg) — деревня в Германии, в земле Саксония-Анхальт. Входит в состав общины Зеегебит-Мансфельдер-Ланд района Мансфельд.
Население составляет 590 человек (на 31 декабря 2006 года). Занимает площадь 14,84 км².
До 31 декабря 2009 года Зеебург имел статус общины (коммуны). 1 января 2010 года вошёл в состав новой общины Зеегебит-Мансфельдер-Ланд.

## Достопримечательности
- Замок Зеебург